# 山田務
山田 務 （やまだ つとむ）は、日本の行政官・法学者。専門は経済法。筑波大学名誉教授。元公正取引委員会審査局長。

## 人物
1976年一橋大学経済学部卒業。1977年公正取引委員会事務局入局。国税庁広島国税局徴収部長、経済部産業調査室長、取引部取引企画課長等を経て、2001年官房人事課長、2003年官房総務課長兼公正取引委員会図書館長、2005年審査局特別審査部長、2006年審査局犯則審査部長、2006年審査局長。
2008年に国土交通省の公用車の管理委託業務の大半を、同省OBが再就職している日本道路興運及び日本総合サービスの2社が受注していることが明らかとなり、談合の疑いも生じたことを受け、必要な対応を取っていく旨を述べ、2009年には排除措置命令及び課徴金納付命令が出された。
2008年に退官し、日本総合研究所主席研究員就任。2009年筑波大学大学院ビジネス科学研究科教授（修士課程企業法学専攻、博士課程企業科学専攻企業法コース）、筑波大学法科大学院兼担教員。2012年筑波大学ビジネスサイエンス系教授。2016年中日本高速道路入札に係る不正行為に関する調査及び再発防止のための委員会委員長。
2018年国土交通省関東地方整備局コンプライアンス・アドバイザリー委員会委員。2019年筑波大学定年退職、筑波大学名誉教授、筑波大学客員教授。日本ユニフォームセンター監事、防衛省北関東防衛局入札監視委員会委員、東村山市入札等監視委員会委員長職務代理、江戸川区公共調達監視委員会委員等も務めた。2023年瑞宝中綬章受章。

## 論文
- 「円高差益の還元について：中間財等の還元状況を中心として」公正取引（財団法人公正取引協会）（通号 436）、1987年2月
- 「M&Aと流通」矢部丈太郎他監修『流通問題と独占禁止法 1996年版』国際商業出版、1996年
- 「最近の景品表示行政の取組について」公正取引（財団法人公正取引協会）（通号575）1998年9月
- 「消費者取引と競争政策」公正取引（財団法人公正取引協会）（通号 581)、1999年3月
- 「カルテル・入札談合に対する課徴金減免制度の新設の効果と課題」政策観測（通号5）、2008年